# 2024 în tenis
Această pagină acoperă toate evenimentele importante din tenis de-a lungul anului 2024. Oferă rezultatele turneelor notabile din 2024, atât în circuitele ATP și WTA cât și Cupa Davis și Billie Jean King Cup.

## Turnee de Grand Slam
| Categorie       | Turneu          | Campion        | Finalist         | Scor                    |
| --------------- | --------------- | -------------- | ---------------- | ----------------------- |
| Simplu masculin | Australian Open | Jannik Sinner  | Daniil Medvedev  | 3–6, 3–6, 6–4, 6–4, 6–3 |
| Simplu masculin | French Open     | Carlos Alcaraz | Alexander Zverev | 6–3, 2–6, 5–7, 6–1, 6–2 |
| Simplu masculin | Wimbledon       | Carlos Alcaraz | Novak Djokovic   | 6–2, 6–2, 7–6(7–4)      |
| Simplu masculin | US Open         | Jannik Sinner  | Taylor Fritz     | 6–3, 6–4, 7–5           |

| Categorie      | Turneu          | Campion            | Finalist        | Scor          |
| -------------- | --------------- | ------------------ | --------------- | ------------- |
| Simplu feminin | Australian Open | Arina Sabalenka    | Zheng Qinwen    | 6–3, 6–2      |
| Simplu feminin | French Open     | Iga Świątek        | Jasmine Paolini | 6–2, 6–1      |
| Simplu feminin | Wimbledon       | Barbora Krejčíková | Jasmine Paolini | 6–2, 2–6, 6–4 |
| Simplu feminin | US Open         | Arina Sabalenka    | Jessica Pegula  | 7–5, 7–5      |

| Categorie      | Turneu          | Campion                       | Finalist                        | Scor                           |
| -------------- | --------------- | ----------------------------- | ------------------------------- | ------------------------------ |
| Dublu masculin | Australian Open | Rohan Bopanna Matthew Ebden   | Simone Bolelli Andrea Vavassori | 7–6(7–0), 7–5                  |
| Dublu masculin | French Open     | Marcelo Arévalo Mate Pavić    | Simone Bolelli Andrea Vavassori | 7–5, 6–3                       |
| Dublu masculin | Wimbledon       | Harri Heliövaara Henry Patten | Max Purcell Jordan Thompson     | 6–7(7–9), 7–6(10–8), 7–6(11–9) |
| Dublu masculin | US Open         | Max Purcell Jordan Thompson   | Kevin Krawietz Tim Pütz         | 6–4, 7–6(7–4)                  |

| Categorie     | Turneu          | Campion                            | Finalist                          | Scor               |
| ------------- | --------------- | ---------------------------------- | --------------------------------- | ------------------ |
| Dublu feminin | Australian Open | Hsieh Su-wei Elise Mertens         | Liudmila Kicenok Jeļena Ostapenko | 6–1, 7–5           |
| Dublu feminin | French Open     | Coco Gauff Kateřina Siniaková      | Sara Errani Jasmine Paolini       | 7–6(7–5), 6–3      |
| Dublu feminin | Wimbledon       | Kateřina Siniaková Taylor Townsend | Gabriela Dabrowski Erin Routliffe | 7–6(7–5), 7–6(7–1) |
| Dublu feminin | US Open         | Liudmila Kicenok Jeļena Ostapenko  | Kristina Mladenovic Zhang Shuai   | 6–4, 6–3           |

| Categorie  | Turneu          | Campion                                | Finalist                         | Scor                  |
| ---------- | --------------- | -------------------------------------- | -------------------------------- | --------------------- |
| Dublu mixt | Australian Open | Hsieh Su-wei Jan Zieliński             | Desirae Krawczyk Neal Skupski    | 6–7(5–7), 6–4, [11–9] |
| Dublu mixt | French Open     | Laura Siegemund Édouard Roger-Vasselin | Desirae Krawczyk Neal Skupski    | 6–4, 7–5              |
| Dublu mixt | Wimbledon       | Jan Zieliński Hsieh Su-wei             | Santiago González Giuliana Olmos | 6–4, 6–2              |
| Dublu mixt | US Open         | Sara Errani Andrea Vavassori           | Taylor Townsend Donald Young     | 7–6(7–0), 7–5         |

## Cupa Davis
|  | Sferturi de finală | Sferturi de finală | Sferturi de finală |               |          | Semifinale | Semifinale | Semifinale |  |  | Finală | Finală | Finală |  |
|  |                    |                    |                    |               |          |            |            |            |  |  |        |        |        |  |
|  | Italia             | Italia             | 2                  |               |          |            |            |            |  |  |        |        |        |  |
|  | Italia             | Italia             | 2                  |               |          |            |            |            |  |  |        |        |        |  |
|  | Argentina          | Argentina          | 1                  |               |          |            |            |            |  |  |        |        |        |  |
|  | Argentina          | Argentina          | 1                  |               | Italia   | Italia     | 2          |            |  |  |        |        |        |  |
|  |                    |                    |                    |               | Italia   | Italia     | 2          |            |  |  |        |        |        |  |
|  |                    |                    | Australia          | Australia     | 0        |            |            |            |  |  |        |        |        |  |
|  | Statele Unite      | Statele Unite      | Australia          | Australia     | 0        | 1          |            |            |  |  |        |        |        |  |
|  | Statele Unite      | Statele Unite      |                    |               |          |            |            |            |  |  |        |        |        |  |
|  | Australia          | Australia          | 2                  |               |          |            |            |            |  |  |        |        |        |  |
|  | Australia          | Australia          | 2                  |               | Italia   | Italia     | 2          |            |  |  |        |        |        |  |
|  |                    |                    |                    |               |          |            |            |            |  |  |        |        |        |  |
|  |                    |                    | Țările de Jos      | Țările de Jos | 0        |            |            |            |  |  |        |        |        |  |
|  | Germania           | Germania           | Țările de Jos      | Țările de Jos | 0        | 2          |            |            |  |  |        |        |        |  |
|  | Germania           | Germania           |                    |               |          |            |            |            |  |  |        |        |        |  |
|  | Canada             | Canada             | 0                  |               |          |            |            |            |  |  |        |        |        |  |
|  | Canada             | Canada             | 0                  |               | Germania | Germania   | 0          |            |  |  |        |        |        |  |
|  |                    |                    |                    |               | Germania | Germania   | 0          |            |  |  |        |        |        |  |
|  |                    |                    | Țările de Jos      | Țările de Jos | 2        |            |            |            |  |  |        |        |        |  |
|  | Țările de Jos      | Țările de Jos      | Țările de Jos      | Țările de Jos | 2        | 2          |            |            |  |  |        |        |        |  |
|  | Țările de Jos      | Țările de Jos      |                    |               |          |            |            |            |  |  |        |        |        |  |
|  | Spania             | Spania             | 1                  |               |          |            |            |            |  |  |        |        |        |  |

## United Cup
|  | Sferturi de finală | Sferturi de finală | Sferturi de finală |          |           | Semifinale | Semifinale | Semifinale |  |  | Finală | Finală | Finală |  |
|  |                    |                    |                    |          |           |            |            |            |  |  |        |        |        |  |
|  | Polonia            | Polonia            | 3                  |          |           |            |            |            |  |  |        |        |        |  |
|  | Polonia            | Polonia            | 3                  |          |           |            |            |            |  |  |        |        |        |  |
|  | China              | China              | 0                  |          |           |            |            |            |  |  |        |        |        |  |
|  | China              | China              | 0                  |          | Polonia   | Polonia    | 3          |            |  |  |        |        |        |  |
|  |                    |                    |                    |          | Polonia   | Polonia    | 3          |            |  |  |        |        |        |  |
|  |                    |                    | Franța             | Franța   | 0         |            |            |            |  |  |        |        |        |  |
|  | Franța             | Franța             | Franța             | Franța   | 0         | 2          |            |            |  |  |        |        |        |  |
|  | Franța             | Franța             |                    |          |           |            |            |            |  |  |        |        |        |  |
|  | Norvegia           | Norvegia           | 1                  |          |           |            |            |            |  |  |        |        |        |  |
|  | Norvegia           | Norvegia           | 1                  |          | Polonia   | Polonia    | 1          |            |  |  |        |        |        |  |
|  |                    |                    |                    |          |           |            |            |            |  |  |        |        |        |  |
|  |                    |                    | Germania           | Germania | 2         |            |            |            |  |  |        |        |        |  |
|  | Australia          | Australia          | Germania           | Germania | 2         | 3          |            |            |  |  |        |        |        |  |
|  | Australia          | Australia          |                    |          |           |            |            |            |  |  |        |        |        |  |
|  | Serbia             | Serbia             | 0                  |          |           |            |            |            |  |  |        |        |        |  |
|  | Serbia             | Serbia             | 0                  |          | Australia | Australia  | 1          |            |  |  |        |        |        |  |
|  |                    |                    |                    |          | Australia | Australia  | 1          |            |  |  |        |        |        |  |
|  |                    |                    | Germania           | Germania | 2         |            |            |            |  |  |        |        |        |  |
|  | Grecia             | Grecia             | Germania           | Germania | 2         | 1          |            |            |  |  |        |        |        |  |
|  | Grecia             | Grecia             |                    |          |           |            |            |            |  |  |        |        |        |  |
|  | Germania           | Germania           | 2                  |          |           |            |            |            |  |  |        |        |        |  |

## Cupa Laver
| Zi / Pcte | Dată   | Tip meci | Echipa Europei       | Echipa Restul Lumii  | Scor                  | Puncte echipe după meci |
| --------- | ------ | -------- | -------------------- | -------------------- | --------------------- | ----------------------- |
| 1         | 20 sep | Simplu   | Casper Ruud          | Francisco Cerúndolo  | 4–6, 4–6              | 0–1                     |
| 1         | 20 sep | Simplu   | Stefanos Tsitsipas   | Thanasi Kokkinakis   | 6–1, 6–4              | 1–1                     |
| 1         | 20 sep | Simplu   | Grigor Dimitrov      | Alejandro Tabilo     | 7–6(7–4), 7–6(7–2)    | 2–1                     |
| 1         | 20 sep | Dublu    | C Alcaraz / A Zverev | T Fritz / B Shelton  | 6–7(5–7), 4–6         | 2–2                     |
| 2         | 21 sep | Simplu   | Daniil Medvedev      | Frances Tiafoe       | 6–3, 4–6, [5–10]      | 2–4                     |
| 2         | 21 sep | Simplu   | Carlos Alcaraz       | Ben Shelton          | 6–4, 6–4              | 4–4                     |
| 2         | 21 sep | Simplu   | Alexander Zverev     | Taylor Fritz         | 4–6, 5–7              | 4–6                     |
| 2         | 21 sep | Dublu    | C Ruud / S Tsitsipas | B Shelton / A Tabilo | 1–6, 2–6              | 4–8                     |
| 3         | 22 sep | Dublu    | C Alcaraz / C Ruud   | B Shelton / F Tiafoe | 6–2, 7–6(8–6)         | 7–8                     |
| 3         | 22 sep | Simplu   | Daniil Medvedev      | Ben Shelton          | 7–6(8–6), 5–7, [7–10] | 7–11                    |
| 3         | 22 sep | Simplu   | Alexander Zverev     | Frances Tiafoe       | 6–7(5–7), 7–5, [10–5] | 10–11                   |
| 3         | 22 sep | Simplu   | Carlos Alcaraz       | Taylor Fritz         | 6–2, 7–5              | 13–11                   |

## Cupa Billie Jean King
|  | Runda unu | Runda unu     | Runda unu |  |  | Sferturi de finală | Sferturi de finală | Sferturi de finală |          |   | Semifinală | Semifinală   | Semifinală |        |   | Finală | Finală | Finală |  |
|  |           |               |           |  |  |                    |                    |                    |          |   |            |              |            |        |   |        |        |        |  |
|  |           |               |           |  |  | 1                  | Canada             | 0                  |          |   |            |              |            |        |   |        |        |        |  |
|  |           | Germania      | 0         |  |  |                    | Regatul Unit       | 2                  |          |   |            |              |            |        |   |        |        |        |  |
|  |           | Regatul Unit  | 2         |  |  |                    |                    |                    |          |   |            | Regatul Unit | 1          |        |   |        |        |        |  |
|  |           |               |           |  |  |                    |                    |                    | Slovacia | 2 |            |              |            |        |   |        |        |        |  |
|  |           |               |           |  |  | 4                  | Australia          | 0                  |          |   |            |              |            |        |   |        |        |        |  |
|  |           | Slovacia      | 2         |  |  |                    | Slovacia           | 2                  |          |   |            |              |            |        |   |        |        |        |  |
|  |           | Statele Unite | 1         |  |  |                    |                    |                    |          |   |            | Slovacia     | 0          |        |   |        |        |        |  |
|  |           |               |           |  |  |                    |                    |                    |          |   |            |              | 3          | Italia | 2 |        |        |        |  |
|  |           |               |           |  |  | 2                  | Cehia              | 1                  |          |   |            |              |            |        |   |        |        |        |  |
|  |           | Spania        | 0         |  |  |                    | Polonia            | 2                  |          |   |            |              |            |        |   |        |        |        |  |
|  |           | Polonia       | 2         |  |  |                    |                    |                    |          |   |            | Polonia      | 1          |        |   |        |        |        |  |
|  |           |               |           |  |  |                    |                    | 3                  | Italia   | 2 |            |              |            |        |   |        |        |        |  |
|  |           |               |           |  |  | 3                  | Italia             | 2                  |          |   |            |              |            |        |   |        |        |        |  |
|  |           | Japonia       | 2         |  |  |                    | Japonia            | 1                  |          |   |            |              |            |        |   |        |        |        |  |
|  |           | România       | 1         |  |  |                    |                    |                    |          |   |            |              |            |        |   |        |        |        |  |

## Jocurile Olimpice
| Probă           | Aur                                       | Argint                                                    | Bronz                                                  |  |  |  |
| Masculin simplu | Novak Djokovic · Serbia (SRB)             | Carlos Alcaraz · Spania (ESP)                             | Lorenzo Musetti · Italia (ITA)                         |  |  |  |
| Masculin dublu  | Australia · Matthew Ebden · John Peers    | Statele Unite ale Americii · Austin Krajicek · Rajeev Ram | Statele Unite ale Americii · Taylor Fritz · Tommy Paul |  |  |  |
|                 |                                           |                                                           |                                                        |  |  |  |
| Feminin simplu  | Zheng Qinwen · China (CHN)                | Donna Vekić · Croația (CRO)                               | Iga Świątek · Polonia (POL)                            |  |  |  |
| Feminin dublu   | Italia · Sara Errani · Jasmine Paolini    | AIN Mirra Andreeva Diana Șnaider                          | Spania · Cristina Bucșa · Sara Sorribes Tormo          |  |  |  |
|                 |                                           |                                                           |                                                        |  |  |  |
| Dublu mixt      | Cehia · Tomáš Macháč · Kateřina Siniaková | China · Zhang Zhizhen · Wang Xinyu                        | Canada · Félix Auger-Aliassime · Gabriela Dabrowski    |  |  |  |

## ATP 1000
| Turneu               | Campion            | Finalist              | Scor          |
| -------------------- | ------------------ | --------------------- | ------------- |
| Indian Wells Masters | Carlos Alcaraz     | Daniil Medvedev       | 7–6(7–5), 6–1 |
| Miami Open           | Jannik Sinner      | Grigor Dimitrov       | 6–3, 6–1      |
| Monte-Carlo Masters  | Stefanos Tsitsipas | Casper Ruud           | 6–1, 6–4      |
| Madrid Open          | Andrei Rubliov     | Félix Auger-Aliassime | 4–6, 7–5, 7–5 |
| Italian Open         | Alexander Zverev   | Nicolás Jarry         | 6–4, 7–5      |
| Canadian Open        | Alexei Popyrin     | Andrei Rubliov        | 6–2, 6–4      |
| Cincinnati Masters   | Jannik Sinner      | Frances Tiafoe        | 7–6(7–4), 6–2 |
| Shanghai Masters     | Jannik Sinner      | Novak Djokovic        | 7–6(7–4), 6–3 |
| Paris Masters        | Alexander Zverev   | Ugo Humbert           | 6–2, 6–2      |

## WTA 1000
| Turneu              | Campion          | Finalist         | Scor               |
| ------------------- | ---------------- | ---------------- | ------------------ |
| Qatar Open          | Iga Świątek      | Elena Rîbakina   | 7–6(10–8), 6–2     |
| Dubai Championships | Jasmine Paolini  | Anna Kalinskaia  | 4–6, 7–5, 7–5      |
| Indian Wells Open   | Iga Świątek      | Maria Sakkari    | 6–4, 6–0           |
| Miami Open          | Danielle Collins | Elena Rîbakina   | 7–5, 6–3           |
| Madrid Open         | Iga Świątek      | Arina Sabalenka  | 7–5, 4–6, 7–6(9–7) |
| Italian Open        | Iga Świątek      | Arina Sabalenka  | 6–2, 6–3           |
| Canadian Open       | Jessica Pegula   | Amanda Anisimova | 6–3, 2–6, 6–1      |
| Cincinnati Masters  | Arina Sabalenka  | Jessica Pegula   | 6–3, 7–5           |
| China Open          | Coco Gauff       | Karolína Muchová | 6–1, 6–3           |
| Wuhan Open          | Arina Sabalenka  | Zheng Qinwen     | 6–3, 5–7, 6–3      |